# Ранній новий період
Ра́нній нови́й пері́од — період всесвітньої історії XVI—XVIII століть. Складова нового часу. Характерними особливостями періоду є зростання політичної ваги Європи та Московії, поступовий занепад традиційних цивілізацій Сходу і доколумбової Америки, розвиток європейської вогнепальної зброї, суднобудування, друкарства, інквізиції та експериментальної академічної науки, поява європейського колоніалізму, абсолютистських монархій, націоналізму та перших національних держав.

## Назва
- Ранній модерн
- Ранньомодерний період
- Ранній новий період (англ. early modern period)
- Ранній новий час
- Пізнє середньовіччя — в радянській історіографії.
- Ранньомодерна доба

## Опис
Період історії, що слідує за Пізнім Середньовіччям. Хоча хронологічні рамки періоду відкриті для дискусій, термін охоплює період кінця пізньої частини Середньовіччя (бл. 1500) і початок Епохи революцій (бл. 1800), історики традиційно розмежовують його починаючи від завоювання Константинополя Османською імперією в 1453 році і закінчуючи Французькою революцією у 1789 році. З глобальної точки зору, найбільш важливою особливістю раннього сучасного періоду був його глобалізаційний характер — він став очевидцем дослідження і колонізації Америки і зростання стійких контактів між раніше ізольованими частинами земної кулі. Історичні держави були залучені у світову торгівлю. Цей світ торгівлі товарами, рослинами, тваринами і харчовими культурами бачив взаємообмін між Старим світом і Новим світом. Від Колумбового обміну залежало майже кожне суспільство на землі.
Капіталістичні економіки та установи ставали складнішими і глобально вираженішими. Цей процес почався із середньовічних італійських міст-держав, зокрема, Генуї, Венеції та Мілана. На початку сучасного періоду також спостерігався підйом і початок домінування економічної теорії меркантилізму. Цей період свідок європейської колонізації 15—19 століття, яка поширила християнство в усьому світі.
Тенденції раннього нового часу в різних регіонах світу являють собою відхід від середньовічних способів організації, іноді політичних та економічних. У Європі період став свідком занепаду феодалізму, що охоплює також Реформацію, злощасну Тридцятилітню війну, Комерційну революцію, європейську колонізацію Америки і золоту пору піратства. Управління Китаєм на початку раннього сучасного періоду династією Мін «однією з найбільших епох організованого керівництва та соціальної стабільності в людській історії». До 16 століття економіку Мін стимулювала торгівля з Португалією, Іспанією та Голландією. У період Адзуті-Момояма в Японії почалася торгівля з південними варварами після прибуття перших європейців — португальців.
Інші помітні тенденції раннього сучасного періоду: розробка експериментальної науки, скорочення відносної відстані через поліпшення транспорту і зв'язку, швидший технічний прогрес, секуляризація громадянської політики та ранні авторитарні національні держави в різних регіонах світу.

## Європа і Захід
У Західній Європі цю епоху називають ранній сучасний європейський період, що охоплює протестантську Реформацію, Європейські релігійні війни, Добу великих географічних відкриттів і початку європейського колоніалізму, зростання сильного централізованого уряду, початок формування національним держав, які є прямими попередниками сучасних держав, епоху Просвітництва і наукових досягнень першого етапу Промислової революції. Поява культурного і політичного домінування Західного світу протягом цього періоду знана як Велика дивергенція.
Раннього сучасний період закінчується Французькою революцією, Наполеонівськими війнами і ліквідацією Священної Римської імперії на Віденському конгресі. В кінці раннього сучасного періоду Британська та Російська імперії перетворилися на світові держави, в той час як три великі Азійські імперії раннього сучасного періоду, Османська Туреччина, Індія Моголів та Китай Цінь, увійшли у період стагнації або занепаду.

### Відродження та «ранній новий час»
Вислів «ранній новий час» часто вважають тотожним терміну Відродження. Проте, «Відродження» правильно вживати у відношенні до ряду різноманітних культурних подій, які сталися за кілька сотень років у різних частинах Європи — особливо у центральній і північній Італії — і, охоплює перехідний період від пізньосередньовічної цивілізації до початку раннього нового періоду. В образотворчому мистецтві і архітектурі, термін «ранній новий час» не є прийнятним, тому що епоха Відродження виразно відрізняється від нього. Визначення «ранній новий час» може стосуватися лише при вивченні літератури цього періоду. Європейська музика раннього сучасного періоду, як правило, поділяється на музику Відродження і Бароко. Так само, філософія поділяється на філософію Відродження і Просвітництва. Інші галузі відзначаються набагато більшою послідовністю протягом усього періоду, наприклад війна і наука.

### Європейські королівства та культурні рухи
У ранній сучасний період Священна Римська імперія об'єднувала землі Центральної Європи під владою імператора Священної Римської імперії. Першим імператором Священної Римської імперії був Оттон I. Імперія проіснувала до 1806 р. і була ліквідована в ході Наполеонівських війн, а останній імператор Франц II відмовився від престолу. Попри свою назву, протягом більшої частини своєї історії імперія не включала Рим в межах своїх кордонів.
Відродження було культурним рухом, яке охопило період 14—17 століття, що почався в Італії в епоху пізнього середньовіччя, а потім поширився на всю Європу. Термін також використовується більш вільно як означення історичного періоду, але період Відродження не був рівномірним по всій Європі, це узагальнене використання терміна. Як культурний рух, Відродження охоплює початок навчання на основі класичних античних джерел, розвиток лінійної перспективи в живописі, і поступове, але широке поширення реформи.

#### Видатні особистості

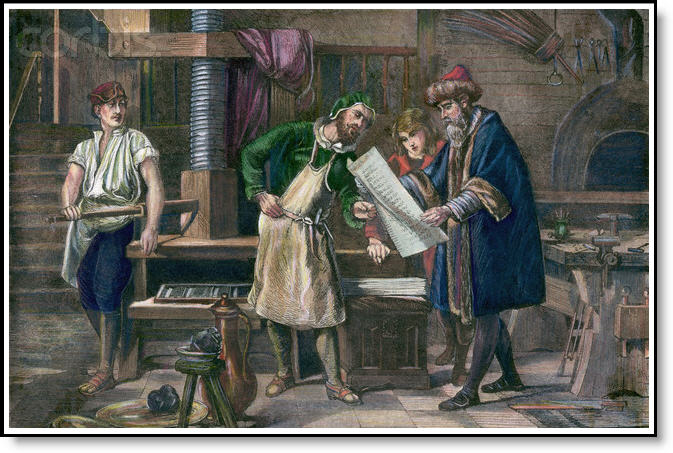
Гутенберг випробовує верстат (кольорова гравюра створена, ймовірно, в 19 столітті)

Йоганн Гутенберг вважається першим європейцем, що почав використовувати рухомий тип друку, близько 1439, і глобальним винахідником друкарського верстата. Миколай Коперник розробив всеосяжну геліоцентричну космологію, яка витіснила Землю з центру Всесвіту. Його книга, De Revolutionibus Orbium coelestium (Про обертання небесних сфер) заснувала сучасну астрономію і викликала наукову революцію. Ще однією видатною людиною був Макіавеллі, італійський політичний мислитель. Він вважається засновником сучасної політичної науки. Макіавеллі відомий своїм коротким політичним трактатом, Державець, твором реалістичної політичної теорії.
Серед особистостей королівської влади того часу, помітним був Карл Сміливий (або Карл Нерозважливий), останній із Валуа, герцог Бургундський, його дострокова смерть важливий момент в історії Європи. Карла часто вважають останнім представником феодального духу, це людина, яка не мала жодної якості, окрім сліпої хоробрості.
Після смерті Карла залишилась неодруженою його 19-річна донька і спадкоємиця, Марія Бургундська. Її шлюб буде мати величезні наслідки для політичного балансу в Європі. Імператор Фрідріх III влаштував шлюб своєму сину Максиміліану I, майбутньому імператору Священної Римської імперії, за допомогою мачухи Маргарити Бургунської. 1477 року територія Бургундського герцогства була приєднана до Франції. У тому ж році Марія одружилася з Максиміліаном, ерцгерцогом Австрії, надаючи Габсбургам контроль за частиною своєї бургундської спадщини.
Клод Лотаринзький був першим герцогом Гіз, від 1528 до його смерті. Клод відзначився у битві біля Мариньяно (1515), і довго не міг оговтатися від двадцяти двох ран, отриманих в бою. 1523 року він став губернатором Шампані і Бургундії, перемігши в Нефшато імперські війська, які вторглися в цю провінцію. 1525 року він знищив анабаптистську селянську армію, яка перевищувала армію Лотарингії, в Люпстені, недалеко Саверна. Після повернення короля Франції Франциска I з полону в 1528 році, Клод був герцогом де Гіз і пером Франції, хоча до цього часу тільки князі королівської династії носили титул герцога і пера Франції. Гізи, як молодша гілка суверенної династії Лотарингів і нащадки династії Анжу, заявляли перевагу Бурбонських князів Конде і Конті.
Третій герцог Альба фігура, яка мала важливе значення для раннього нового часу, прізвисько «Залізний Князь» дали йому протестанти Нижніх Країн, через суворе правління і жорстокість. Розповіді про звірства, скоєні під час військових дій у Фландрії стали частиною голландського і англійського фольклору, утворюючи центральний компонент Чорної Легенди.
У Англії королем був Генріх VIII, він займає особливе місце в історії англійської монархії. Хоча більшу частину свого правління він жорстоко придушував впливи протестантської Реформації в Англії, рух, що започаткував Джон Вікліф у 14 столітті, він відоміший своєю політичною боротьбою з Римом. Це протистояння в результаті призвело до відділення Церкви Англії від папської влади, розпуску монастирів, проголошення себе як Верховного Глави Церкви Англії. Хоча за чутками Генріх став протестантом на смертному одрі, він підтримував католицькі церемонії і доктрини протягом всього свого життя. Королівська підтримка Англійської Реформації почалося з його спадкоємців, набожного Едварда VI і прославленої Єлизавети I, в той час як Марія тимчасово відновила папську владу над Англією. Генріх також контролював правове об'єднання Англії і Уельсу відповідно до Законів з Уельських Актів 1535—1542. Він відомий тим, що мав шість дружин, двом з яких відрубали голову.

### Християни та Християнський світ
Християнство на початку нового періоду стало свідком падіння Константинополя в 1453 році, кінця Столітньої війни, відкриття Нового Світу в 1492 році, різних рухів реформації церкви (Лютеранство, Цвінгліанство, Кальвінізм і т. д.), а потім Контрреформації.

#### Кінець Христових походів та Єдності
Гуситські Хрестові походи, спричинені військовими діями противниками і послідовниками Яна Гуса в Богемії закінчилися Битвою під Ґротниками. Також відомо, що Гуситські війни були першими з європейських війн, в якій ручна вогнепальна зброя, така як мушкети зробила вирішальний внесок. Взагалі Гуситські Хрестові походи були непереконливими.
Останній хрестовий похід відбувся у 1456 році, він був організований з метою протидії розширенню Османської імперії і зняття облоги Белграда на чолі з Яношем Гуньяді і Джованні да Капістрано. Облога в кінцевому підсумку переросла у велику битву, в ході якої Гуняді скерував швидку контратаку, щоб захопили турецький табір, в результаті змусив пораненого султана Мехмета II зняти облогу і поступитися. Облога Белграда була охарактеризована як така, що «вирішила долю християнства». За наказом папи Калікста III б'ють в дзвони в пам'ять про перемогу у всьому Християнському світі і донині.
Майже сто років потому, Аугсбурзький мир офіційно покінчив з ідеєю, що всі християни мають бути об'єднані єдиною церквою. Принцип cuius regio, eius religio («чия влада, того і віра») встановив релігійні, політичні та географічні підрозділи християнства, і це закріпили в міжнародному праві на Вестфальському мирі у 1648 році, що юридично покінчило з концепцією єдиної християнської гегемонії, тобто «Єдиної, Святої, Соборної і Апостольської Церкви» Нікейського віросповідання.

#### Інквізиція і Реформація
Ранньомодерна інквізиція являє собою інститут, що займається звинуваченням і засудженням єретиків (або інших злочинців проти канонічного права) у католицькій церкві. У епоху нового часу першим проявом була іспанська інквізиція 1478 по 1834 рік. Інквізиція переслідувала осіб, обвинувачених в широкому спектрі злочинів, пов'язаних з єрессю, включаючи чаклунство, богохульство, знахарство та іудейство, а також займалася цензурою друкованої літератури. Оскільки мета інквізиції — боротьба з єрессю — під її юрисдикцію потрапляли тільки хрещені члени Церкви (що охоплює переважну більшість населення в католицьких країнах). Світські суди могли судити нехристиян за богохульство. (Більшість відьом засуджені у світських судах.)
Реформація спричинила початок серії змін у християнському корпусі. Мартін Лютер кинув виклик католицькій церкві, чим розпочав Реформацію. Протестантська Реформація була християнським реформаторським рухом у Європі, що в цілому почався з дев'яноста п'яти тез Мартіна Лютера, хоча існував ряд попередників, таких як Йоганн Гус, що передували цій події. Протестантський рух 16-го століття відбувся під захистом виборців Саксонії. Саксонське курфюрство було незалежним спадковим курфюрством Священної Римської імперії. Курфюрст Фрідріх III створив університет у Віттенберзі в 1502 році. Чернець-августинець Мартін Лютер став професором філософії в 1508 році. У той же час, він став одним з проповідників у замковій церкві у Віттенберзі. 31 жовтня 1517, він розмістив дев'яносто п'ять тез проти продажу індульгенцій на дверях Церкви всіх святих. Це були тези для дискусії, що критикувала Церкву і Папу. Найгостріші моменти зосереджені на практиці продажу індульгенцій і політики церкви про чистилище. Реформаторський рух незабаром розділився вздовж певних ліній доктрини. Духовні протиріччя між різними провідними фігурами призвели до появи конкуруючих протестантських церков. Найбільш важливою конфесією, що з'явилася прямо з Реформації було Лютеранство, а також Реформаторство / Кальвінізм / Пресвітеріанство. Процес реформації мав різні причини і наслідки в інших країнах. В Англії, де вона породжує англіканство, період став відомим як Англійська реформація.
Пізня інквізиція в епоху раннього нового часу, мала два різних прояви:
1. Португальська інквізиція (1536—1821)
2. Римська інквізиція (1542 — c.1860)

Португальська інквізиція була місцевим аналогом відомішої Іспанської інквізиції. Римська інквізиція охоплювала велику частину італійського півострова, а також Мальту, існували окремі осередки папської юрисдикції в інших частинах Європи, в тому числі в Авіньйоні.
Католицька Реформація почалася в 1545 році, коли був скликаний Тридентський собор як реакція на повстання протестантів. Ідея полягала в реформуванні Церкви, звільнення її від суєтності та безладу, підвищення духовного авторитету католицької церкви і становища як єдиної істинної Церкви Христової на землі, а також запобігання подальшого ушкодження Церкви і її відданим в руки новостворених протестантських деномінацій.

### Відкриття і торгівля

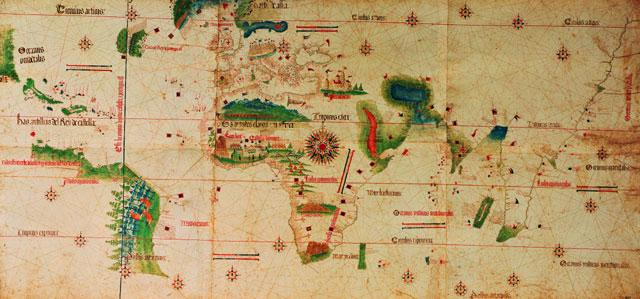
Планісфера Кантіно (1502), найстаріша португальська морська карта, що показує результати дослідження Васко да Гами до Індії, Колумба до Центральної Америки, Гашпар Корте-Реала у Ньюфаундленд і Педру Алваріш Кабрала до Бразилії

Доба великих географічних відкриттів — період початку XV століття — початку XVII століття, протягом якого європейські кораблі подорожували в усьому світі для пошуку нових торгових шляхів і партнерів для зростаючого капіталізму в Європі. Також вони шукали торгові товари, такі як золото, срібло і спеції. У процесі своїх досліджень, європейці зіткнулися з новими народами і нанесли на карту землі, раніше їм невідомі. Цей фактор у ранньомодерному європейському періоді мав глобалізаційний характер; «відкриття» Америки і зростання стійких контактів між раніше ізольованими частинами земної кулі стало важливою історичною подією.
Пошук нових маршрутів спричинених тим, що Шовковий шлях знаходився під контролем Османської імперії, яка була перешкодою для європейських комерційних інтересів та інших східних торговельних шляхів. Можливість обійти мусульманські держави Північної Африки розглядається як вирішальне значення для європейського виживання. Водночас ібери багато чого навчилися у своїх арабських сусідів. Північно-Західний регіон Євразії має дуже довгу берегову лінію, і тому, можливо, був більше під впливом своєї морської історії, ніж будь-який інший континент. Європа унікально розташована між кількома судноплавними морями, і перетинається судноплавними річками, що впадають у них таким чином, що значною мірою сприяло морським перевезенням і торгівлі. У морський період історії Європи, у каравели і каррак включений трикутний парус, що зробив кораблі набагато маневренішими. Перекладаючи арабські версії втрачених давньогрецьких географічних творів на латинську мову, європейські мореплавці набули глибокі знання про Африку та Азію.

#### Меркантильний капіталізм
Меркантилізм був домінуючим напрямом економічної думки протягом раннього нового періоду (з 16 по 18 століття). Це призвело до деяких з перших випадків значного державного втручання і контролю над економікою і саме в цей період була закладена значна частина сучасної капіталістичної системи. У міжнародному значенні меркантилізм заохочував чимало європейських війн і підживлював європейський імперіалізм. Віра в меркантилізм почала зникати наприкінці 18 століття, згідно з аргументами Адама Сміта та інших економістів-класиків.
Комерційна революція — період економічної експансії, колоніалізму і меркантилізму, який тривав приблизно з XVI століття до початку XVIII століття. Починаючи з Хрестових походів, європейці заново відкривають спеції, шовк та інших товари, рідкісні в Європі. Такий розвиток подій створив нове бажання для торгівлі, яка розширилася в другій половині Середньовіччя. Європейські країни у XV і XVI століттях через географічні відкриття шукали нові торгові шляхи, що дозволило європейським державам побудувати широкі й нові торгові міжнародні мережі. А також нації шукали нові джерела багатства. Щоб здобути це нове багатство були створені нові економічні теорії та практики. Через конкуруючі національні інтереси, нації бажали збільшення впливу у світі через свої колоніальні імперії. Комерційна революція відзначена збільшенням загальної торгівлі, зростанням невиробничих занять, наприклад, банківської справи, страхування та інвестування.

##### Торгівля та Нова економіка
В Старому світі найбажанішими торговими товарами були золото, срібло і спеції. Західні європейці використовували компас, нові технології вітрильника, нові мапи, а також досягнення в галузі астрономії, щоб знайти життєздатні торгові шляхи в Азію і отримати цінні спеції, за які середземноморські держави не могли не посперечатися.
З точки зору досягнень у судноплавстві, найбільш важливими подіями стали створення конструкцій карака і каравели в Португалії. Ці кораблі — результат еволюції як середньовічних європейських конструкцій суден з Північного моря, так і судноплавних знань християнського та ісламського Середземномор'я. Вони були першими суднами, які залишалися відносно витривалими у Середземному, Балтійському і Північному морі і безпечно виходили у відкриту Атлантику.
Коли карака, а потім каравела були розроблені на Іберійському півострові, європейські ідеї повернулися до казкового Сходу. Ці дослідження мають ряд причин. Монетаристи вважають, що основною причиною Епохи дослідження гостра нестача дорогоцінних металів у Європі. Європейська економіка залежала від золотої і срібної валюти, але низькі внутрішні постачання повалили велику частину Європи в рецесію. Іншим фактором був багатовіковий конфлікт між іберійцями і мусульманами на півдні.

##### Золота доба піратства
Золота доба піратства — термін, що позначає один або декілька спалахів піратства у ранній новий період. У широкому визначенні доба піратства простягається від середини 17 століття до середини 18 століття. Буканьєрський період охоплює приблизно кінець 17 століття. Герої періоду — англо-французькі моряки, які базувались на Ямайці і Тортуга й атакували іспанські колонії і судна в Карибському морі та східній частині Тихого океану. На рубежі 18-го століття з'являється Піратське Коло. Воно асоціювалося з дальніми плаваннями від Бермудських островів і Америки, далі грабунки суден мусульман і Ост-Індської компанії і кінцева мета — Індійський океан і Червоне море. Війна за іспанську спадщину розширила період до початку 18-го століття, англо-американські моряки і приватники залишаються безробітними до кінця війни, тому в цей час масове піратство за іспанську спадщину проявилося в Карибському морі, американському східному узбережжі, узбережжі Західної Африки та в Індійському океані.

#### Європейські держави та політики
Період з 15 по 18-го століття відзначений появою першої європейської колонії, зростанням сильного централізованого уряду, також починають впізнаватися європейські національні держави, які є прямими попередниками сучасних держав. Попри те, що Ренесанс свідок революцій в багатьох інтелектуальних сферах, соціальних і політичних потрясінь, це, мабуть, найвідоміший період за кількістю європейських мистецьких подій і діяльністю таких поліматів, як Леонардо да Вінчі і Мікеланджело, які своєю творчістю надихнули на появу терміна «людина епохи Відродження».
У період Бароко відбулася Тридцятилітня війна у Центральній Європі, яка скосила населення на 20 %. Договори 1648 року поклали край кільком війнам у Європі й дали початок суверенним державам. Вестфальський мир охоплює два мирних договори у Оснабрюці і Мюнстері, підписані 15 травня і 24 жовтня 1648 року відповідно. Написаний французькою мовою, цей договір завершив Тридцятирічну війну Священної Римської імперії (сьогодні головним чином Німеччина) і Вісімдесятирічну війну між Іспанією і Республікою семи об'єднаних Нідерландів. У переговорах беруть участь імператор Священної Римської імперії Фердинанд III (Габсбург), королівство Іспанії, Франція та Швеція, Нідерланди, їх союзники серед князів та Імперські міста Священної Римської імперії.
Вестфальський мир став першим сучасним дипломатичним конгресом. До 1806 роки, його статут став частиною конституційних законів Священної Римської імперії. Піренейський договір, підписаний в 1659 році, поклав край війні між Францією та Іспанією і часто вважається частиною загальної згоди.

##### Абсолютизм
Епоха абсолютизму репрезентує монархічну владу, яка була необмеженою через діяльність таких інституцій, як церква, законодавчі органи та соціальні еліти європейських монархій під час переходу від феодалізму до капіталізму. Монарх сприймався як абсолют з 17 до 19 століття. Для абсолютизму характерні закінчення феодалізму, консолідація влади монарха, зростання державної влади, уніфікація державних законів і зменшення впливу дворянства.

##### Могутність Франції
Протягом більшої частини правління Людовика XIV, який знаний як Король-Сонце, Франція залишалась провідною державою в Європі, брала участь у трьох великих війнах — Франко-голландській війні, Війні Аугсбурзької ліги, Війні за іспанську спадщину — і двох менших конфліктах — Деволюційній війні і Війні за Возз'єднання. Людовик вірив у Боже право королів, теорію про те, що король коронований Богом і підзвітний йому одному. Тому він вже давно вважається архетипічним абсолютним монархом. Людовик XIV продовжував роботу свого попередника — створення централізованої держави, управління зі столиці, щоб змести залишки феодалізму, які збереглися в деяких частинах Франції. Йому вдалося зруйнувати владу провінційного дворянства, а також змусити багатьох видатних дворян жити з ним у його розкішному Версальському палаці.
Люди, які займають чільне місце у політичному і військовому житті Франції в цей період: Джуліо Мазаріні, Жан-Батист Кольбер, Анрі де Тюренн, Вобан. Протягом цього періоду французька культура процвітала також, про що свідчить велика слава таких особистостей, як Мольєр, Расін, Буало, Лафонтен, Люллі, Лебрен, Ріґо, Лево, Жуль Ардуен-Мансар, Клод Перро і Ленотр.

##### Ранні англійські революції
До Епохи Революції Англійська громадянська війна була серією збройних конфліктів і політичних махінацій між парламентаристами і роялістами. Перша і друга громадянська війна проходила між прихильниками короля Карл I і прихильниками Довгого парламенту, третя ж війна спричинена боротьбою між прихильниками короля Карл II і прихильниками Охвістя. Громадянська війна закінчилася Парламентською перемогу у битві при Вустері. Монополія Англіканської церкви у богослужінні в Англії закінчилася, завдяки встановленню протестантизму в Ірландії. Конституційно, війна створила прецедент, за яким англійський монарх не міг правити без згоди парламенту. Англійська Реставрація почалася в 1660 році, коли англійські, шотландські та ірландські монархії були відновлені при Карлі II після Англійської співдружності, яка була наслідком Громадянської війни. Славна революція 1688 року встановлює у Англії модерну парламентську демократію.

##### Міжнародний баланс сил
Війна за іспанську спадщину тривала з 1701 по 1714 роки, в її ході кілька європейських держав об'єдналися, щоб зупинити можливі об'єднання королівств Іспанії і Франції в рамках єдиного монарха Бурбона, порушуючи співвідношення сил у Європі. Війна проходила переважно в Європі, але й включала Війну королеви Анни в Північній Америці. Війна відома військовим керівництвом таких помітних генералів, як герцог Клод Луї Ектор де Віллар, герцог Бервік., герцог Джон Черчилль і принц Євген Савойський.
Утрехтський мир встановлений після низки окремих мирних договорів підписаних у голландському місті Утрехті, укладений між різними європейськими державами, що сприяло закінченню Війни за іспанську спадщину. На дипломатичній зустрічі були присутні французький король Людовик XIV та іспанський король Філіп V, з одного боку, і представники королеви Великої Британії Анна, Савойського герцогства, і Об'єднаних провінцій, з другого. Договір зареєстрував поразку французьких амбіцій, виражених у війнах Людовіка XIV і зберіг європейську систему, засновану на балансі сил. Утрехтський мир ознаменував перехід військово-морської першості від Іспанії до Британії.

## Новий світ та Америки

Світова колонізація 1492 рік (Ранній Новий світ), 1550, 1660 (Епоха Просвітництва), 1754 (Епоха Революцій), 1822 (Промислова революція), 1885 (Європейське панування), 1914 (Перша Світова війна), 1938 (Друга Світова війна), 1959 (Холодна війна) and 1974 (Сучасна історія).

### Завоювання та дослідження Америки
Христофор Колумб відкрив Америку у 1492 році. Згодом, основні морські держави в Європі посилили експедиції у Новий світ, щоб будувати торговельні мережі та колонії і навертати корінні народи у християнство. Папа Олександр VI поділив нововідкриті землі за межами Європи між Іспанією і Португалією. Такий поділ не був прийнятий правителями Англії та Франції. (Див. також Тордесільяський договір, який слідував за папським указом).

### Колоніальна Північна Америка
Велика Британія утримувала ряд колоній у Північній Америці та Вест-Індії. Колонії у Північній Америці засновані між 1607 (штат Вірджинія) і 1733 (Джорджія). Британські колонії у Північній Америці повстали проти британського правління у 1775 році, великою мірою через оподаткування, яке наклала Велика Британія на колонії. Тринадцять колоній називали ще британською Америкою, таку назву використовувала Велика Британія до Паризького договору, не визнаючи незалежність первісних тринадцяти Сполучених Штатів Америки у 1783 році. Сформований Тимчасовий уряд проголосив незалежність 4 липня 1776 року.

### Колоніальна Латинська Америка
Іспанія зосереджено будує свою імперію у центральній і південній частинах Північної і Південної Америки, відведеної їй відповідно до Тордесільяського договору, через наявність корінних держав, чиї людські та матеріальні ресурси можуть бути використані, і велику концентрацію срібла і золота. Португальці побудували свою імперію у Бразилії, відповідно до Тордесільяського договору, розвиваючи землі для виробництва цукру, через відсутність великого, складного суспільства або мінеральних ресурсів.

## Африка та Близький Схід

### Османська Імперія

Османська імперія 1481—1683

Зростання Османської імперії є періодом, який слідував за періодом виникнення Османської імперії, у який Османська держава досягла Pax Ottomana. Цей період можна вважати золотим віком Османської імперії.

### Північна та Східна Африка
Турки просунулись у південно-західному напрямку до Північної Африки і билися з повторно утвореною перською шиїтською імперією Сефевідів, просунувшись на схід. Османська імперія завоювала Константинополь в 1453 році, захопила Єгипет в 1517 році, встановила регентства в Алжирі, Тунісі і Триполі (між 1519 і 1551 роками), Марокко залишилося незалежною арабізованою Берберською державою під владою Шаріфанської династії, яку вона отримала наприкінці 13 століття.

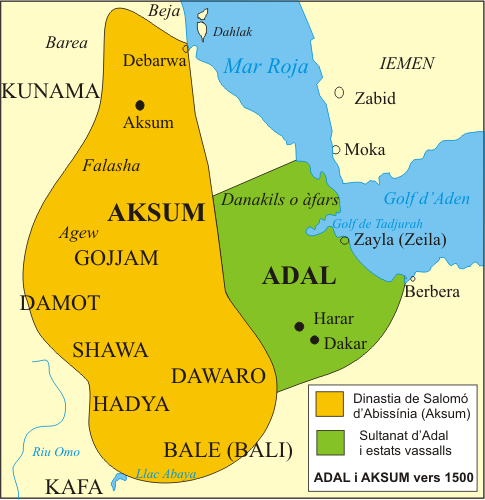
Територія Султанату Адал та його васальних держав у 1500 році.

У Ефіопському нагір'ї, династія Царя Соломона закріпилася у 13 столітті. Заявляючи про пряме походження від старої Аксумської королівської династії, Соломони правили регіоном добре до нового часу. У 16 столітті, Королівство Шоа і решта Абіссинії були завойовані силами Ахмедом Ґазі з султанату Адал на північному заході. Завоювання області Оромо закінчується скороченням обох Адалу і Абісинії, змінюючи регіональну динаміку на століття вперед.
Імперія Аджуран була однією з найбільших і найсильніших імперій в районі Африканського Рогу, починає занепадати у 17 столітті. Імперію успадкували кілька потужних держав-наступників. Султанат Джеледі був видатним правонаступником держави Аджуран, який заснував Ібрагім Адір. Султанат досяг вершини під час царювання Султана Юсуфа Магмуда Ібрагіма, який успішно об'єднав державу Джеледі під час Бардерських воєн, і Султана Ахмеда Юсуфа, який змусив регіональні держави, такі як Оманська імперія давати данину. Султанат Маджиртин — Сомалійський султанат в районі Африканського Рогу. Султанатом правив король Осман Магамууд під час його золотого віку, він контролював більшу частину півночі і центру Сомалі в 19 і початку 20 століття. Держава мала всі органи комплексів модерної держави і підтримувала надійну торгову мережу. Поряд з Султанатом Гобйо, яким керував султан Юсуф Алі Кенадід, Султанат Маджиртин у кінцевому підсумку захоплений в Італійському Сомалі на початку 20 століття, після військової кампанії султанатів.

### Сефевіди
Імперія Сефевідів була великою Перською імперією шиїтів після ісламського завоювання Персії і встановлення ісламу, відзначаючи важливі моменти в історії ісламу на Сході. Династії Сефевідів заснована близько 1501 року. Зі своєї бази в Ардебілі, Сефевіди встановили контроль над усією Персією і підтвердили іранську ідентичність регіону, ставши таким чином першою династію, після Сасанідів, яка створила єдину іранську державу. Проблематичною для Сефевідів була могутня Османська імперія. Османи, Сунітська династія, боролися проти Сефевідів протягом кількох військових кампаній.
Зростанню економіки Сефевідів сприяло їхнє положення між зростаючою Європейською цивілізацією на заході і ісламською Центральною Азією на сході і півночі. Шовковий шлях, який проходив через північні та східні землі, відроджений у 16 столітті. Правителі підтримували пряму торгівлю з Європою, зокрема Англією та Голландією, які прагнули перських килимів, шовку і текстиль. Іншим країнам експортували коней, козячу вовну, перли і неїстівний гіркий мигдаль, який використовували як спецію в Індії. Основним імпортом були спеції, текстиль (вовна з Європи, бавовна з Гуджарата), метали, кава та цукор. Попри її занепад в 1722 році, Сефевіди залишили свій слід і в наш час, через створення і поширення шиїтського ісламу у великих районах Кавказу і Західної Азії.

## Кінець раннього нового періоду
Кінець раннього нового часу визначають по-різному, залежно від розуміння самого цього феномену. Зокрема немає єдності у тому, чи вважати добу Просвітництва частиною раннього, чи пізнього нового часу.
Однак більшість дослідників вважає хронологічною межею між двома періодами Нового часу — раннім і пізнім — кінець XVIII сторіччя. В історії техніки, технологій та господарства водорозділом стали початок промислової революції у Великій Британії, поява фабрик та винахід парового двигуна. Для історії міжнародних відносин, безумовно, найвизначнішою подією була Американська революція — адже це був перший випадок, коли заокеанська колонія перемогла метрополію в боротьбі за незалежність та перетворилася на самостійну державу. Оскільки ж ранній Новий час був насамперед добою абсолютних монархій, його історію найчастіше завершують Французькою революцією і поваленням «старого порядку» у Франції — країні, в якій абсолютизм набув довершеної форми і досяг найвищого розвитку.